# Chrysorabdia alpina
Chrysorabdia alpina är en fjärilsart som beskrevs av George Francis Hampson 1900. Chrysorabdia alpina ingår i släktet Chrysorabdia och familjen björnspinnare. Inga underarter finns listade i Catalogue of Life.